# Gersa I, Bistrița-Năsăud
Gersa I este un sat în comuna Rebrișoara din județul Bistrița-Năsăud, Transilvania, România. Aici s-a născut scriitorul Dan Coman.